# Fellner Vilmos
Fellner Vilmos más néven William John Fellner (Budapest, 1905. május 31. – Washington, 1983. szeptember 15.) magyar születésű amerikai közgazdász, statisztikus, egyetemi tanár. Korek Valéria irodalomtörténész, kritikus férje volt. Apja és nagyapja gyáriparosok voltak.

## Élete
Fellner Vilmosnak három testvére volt: Pál, Alfréd és György.
Apja Fellner Henrik, a Leipziger Vilmos Szesz- és Cukorgyár Rt. elnöke, az Egyesült Izzólámpa és Villamossági Rt. igazgatósági elnöke volt. Előbbi gyár családi vállalat volt, de erős érdekeltsége volt a Fellner-családnak a papír- és textiliparban is (vagyis a Hazai Papírgyár Rt.-ben).
Egyetemi tanulmányait a budapesti Műegyetemen kezdte, és a Zürichi Egyetemen fejezte be. Vegyészmérnöki diplomájának megszerzése után a berlini Friedrich Wilhelm Egyetemen (ma berlini Humboldt Egyetem az intézmény neve) közgazdaságtant tanult. 1929-ben doktorált, az amerikai alkoholtilalom közgazdaságtani hatásáról írta doktori disszertációját.
1929 és 1938 között pénzügyi szakemberként dolgozott Budapesten. 1937-től az Ecetgyárosok Országos Egyesületének elnöke.
Aztán kivándorolt az USA-ba, 1939-40-ben előbb tanársegéd, 1941-42-ben majd adjunktus, 1943-47-ben docens, 1947-52-ben pedig a közgazdaságtan professzora a kaliforniai Berkeley Egyetemen.
1952–1974 között a Yale Egyetem professzora New Havenben. 1962-64-ben a közgazdaságtan tanszék vezetője volt.
1957-ben az Amerikai Művészeti és Tudományos Akadémia tagjává választják.
1959-60-ban az Európai Gazdasági Együttműködési Szervezet (OEEC) független szakértői bizottságának tagja.
1969-ben egy évig elnöke volt az Amerikai Közgazdasági Társaságnak.
1973-tól 1975-ig az USA pénzügyminisztériumának a konzultánsa és az amerikai elnök gazdasági tanácsadó testületének tagja volt. Ebben az időszakban Fellner a monetáris politika elismert szakértőjeként elsősorban az inflációra vonatkozó kérdésekkel foglalkozott és az "értékzáradék" bevezetését "infláció előtti kapitulációnak" nevezte el.
1974–83-ban az American Enterprise Institute munkatársa és ő szerkesztette az intézet évkönyveit. Pénzügyi tanulmányai főleg amerikai folyóiratokban jelentek meg.
1982. június 26-án a kieli Világgazdasági Intézet neki ítélte a Bernhard Harms-díjat a világgazdasági kutatás területén végzett kiemelkedő eredményeiért.
Elsősorban a gazdasági növekedés, a gazdasági viselkedés, a piaci formák és a gazdasági verseny elméletével, a hasznosság matematikai megalapozásával, monetáris kérdésekkel, az újítások szerepével foglalkozott.
Alkalmazta a játékelméletet (Neumann Jánost is ismerte, mivel Zürichben azonos időszakban kaptak vegyészmérnöki diplomát), amikor a piacon jelenlévő különböző monopolisták viselkedését elemezte, úgy tartotta, a monopolisztikus árképzés a monopóliumok célja szerint van megszabva, a monopóliumok célja pedig bármely adott gazdasági ágazat esetében az összprofit maximalizálása és az árakat ezt követően korrigálja a konkurencia/verseny. Az volt a véleménye, hogy a gazdasági növekedés tisztán pszichológiai tényezőktől függ - vagyis azzal, hogy a pénzszerzés reménye egybeesik a vállalkozók beruházási terveivel - és az ilyen növekedés a hatékony pénzügyi ellenőrzéssel kapcsolódott össze.
Magyarországon már az 1960-as években felfigyeltek közgazdaságtani tevékenységére.

## Főbb művei
- Das Amerikanische Alkoholverbot vom Standpunkte der Volkswirtschaftslehre. Egyetemi disszertáció. Berlin, 1929;
- A treatise on war inflation : present policies and future tendencies in the United States. Los Angeles, 1942;
- Monetary Policies and Full Employment. New York, 1946;
- Competition among the few : oligopoly and similar market structures. New York City, 1949;
- Trends and Cycles in Economic Activity. New York, 1956;
- The Emergence and Content of Modern Economic Analysis. New York, Toronto, London, 1960 (japánul, svédül is lefordították ezen a három 1960-as kiadáson kívül);
- Das Problem der steigenden Preise : Bericht im Auftrag der OEEC. Köln, 1961;
- Amerikanische Erfahrungen mit der Lohninflation in den fünfziger Jahren. Tübingen, 1962;
- Fiscal and Debt Management Policies. New York, 1963;
- Probability and profit. A study of economic behavior along Bayesian lines. Homewood 1965;
- Maintaining and Restoring Balances in International Payments. 1966;
- Economic Policy and Inflation in the Sixties. 1972;
- A New Look at Inflation. 1973;
- Towards a Reconstruction of Macroeconomics. 1976;
- Contemporary Economic Problems. 1978.